# Piton
Piton (Python) este un gen de șerpi neveninoși, constrictori, din familia pitonilor (Pythonidae), răspândiți în regiunile tropicale din Africa și din Sudul Asiei, și în câteva insule din vestul Pacificului, care se hrănesc cu mamifere și păsări (pe care le omoară prin sufocare, încolăcindu-se în jurul lor); prezintă rudimente de membre posterioare. Unele specii de piton sunt vânate pentru pielea folosită în industria încălțămintei și în marochinărie. Au fost numiți după șarpele gigant Phyton, șarpe fabulos ucis de Apollo, care avea darul profeției.

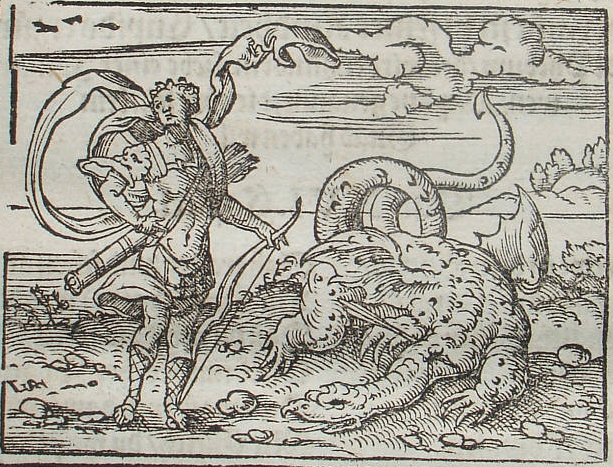
Apollo omorând șarpele Python. Gravură din 1581 de Virgil Solis pentru Metamorfozele lui Ovidiu, Cartea I

După lungimea corpului se pot distinge: 
- pitoni de talie mică (1–3 m): Python anchietae, Python breitensteini, Python brongersmai, Python curtus, Python kyaiktiyo, Python regius, Broghammerus timoriensis
- pitoni de talie mijlocie (4–6 m): Python bivittatus, Python natalensis, Python molurus
- pitoni de talie mare (6–10 m): Python sebae, Broghammerus reticulatus.

## Specii
- Python anchietae (Bocage, 1887)
- Python bivittatus (Kuhl, 1820)
- Python breitensteini (Steindachner, 1881)
- Python brongersmai (Stull, 1938)
- Python curtus (Schlegel, 1872)
- Python kyaiktiyo (Zug, Gotte & Jacobs, 2011)
- Python molurus (Linnaeus, 1758) - Pitonul birmanez
- Python natalensis (Smith, 1840)
- Python regius (Shaw, 1802) - Pitonul regal, Piton-bilă
- Python sebae (Gmelin, 1788) - Pitonul african de stâncă

Unii autori includ în acest gen și cele 2 specii din genul Broghammerus: 
- Broghammerus reticulatus (Python reticulatus) - Pitonul reticulat
- Broghammerus timoriensis (Python timoriensis)